# Мшвідобіані
Мшвідобіані (груз. მშვიდობიანი) — село в Грузії.
За даними перепису населення 2014 року в селі проживає 532 особи.